# Symphysodon

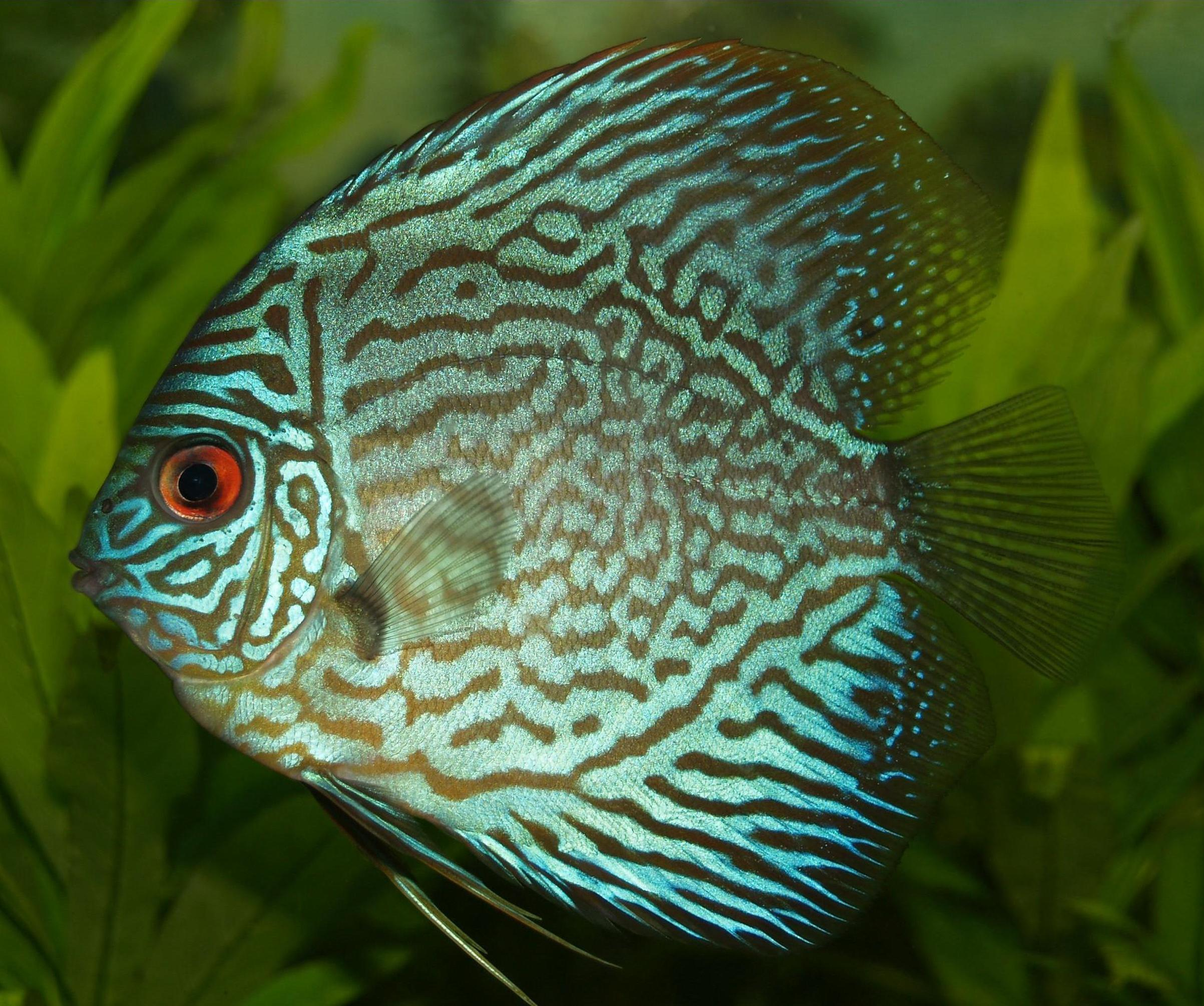
Symphysodon aequifasciatus haraldi o disco azul.

El pez disco (Symphysodon) es un género de pez de la familia de los cíclidos. Es originario de las zonas bajas del río Amazonas y sus afluentes, pertenece a la familia de los cíclidos de origen sudamericano. Son aguas por lo general bastante ácidas y blandas, en lo general con altas concentraciones de taninos derivados de la materia vegetal que queda en contacto con los ríos.
Habita en zonas de aguas lentas, sin fuertes corrientes, pobladas de depredadores como las pirañas, por lo que es un animal asustadizo al que le gustan las zonas con abundante vegetación, que utiliza como refugio.

## Clasificación
El género Symphysodon incluye tres especies:
Symphysodon aequifasciatus, Symphysodon discus y una nueva especie descrita en 2006, Symphysodon tarzoo. Otro estudio posterior, publicado en agosto de 2007 sugiere una nomenclatura distinta: S. aequifasciatus (disco verde), Symphysodon haraldi (discos azules y marrones) y S. discus (disco Heckel).
• Symphysodon aequifasciatus (Disco Verde) cuerpo básicamente de un marrón amarillento, pero tiene las líneas que recorren todo su cuerpo, de color negro sobre un fondo verde oscuro al igual que la cabeza que es verde y marrón. Una línea negra le recorre la cabeza atravesando el ojo que es marrón rojizo
• Symphysodon aequifasciatus haraldi (Disco Azul) presenta variedades de color dependiendo de donde se capture. Con un fondo marrón claro tiene líneas irregulares de color azul iridiscente en la frente, aleta dorsal y aleta anal. Los ojos son rojo brillante.
• Symphysodon aequifasciatus axelrodi (Disco Marrón) Es marrón amarillento o marrón teja y hasta el rojo de óxido. La aleta anal y la cabeza presentan líneas rojas y azules iridiscentes. Los ojos pueden ser rojos o negros.
• Symphysodon discus (Henkel) El cuerpo es de una tonalidad marrón grisáceo, con estrías azuladas y de color caldera, aunque su rasgo principal es que presenta la quinta banda más visible y ancha que las otras.
A estas variedades silvestres hay que sumar la cantidad de híbridos que se han producido en acuarios y criaderos de todo el mundo, y que reciben distintos nombres, Marlboro, Pigeon Blood, Cobalto, Blue Diamond, Leopard Dragón King White Diamond etc.
No existe un criterio unificado para nombrarlos, de manera que cada criador les nombra como le parece, de manera que peces prácticamente iguales reciben distintos apelativos, quizás sea una asignatura pendiente para los discófilos.

## Morfología
Su cuerpo es alto, de forma redonda, con los laterales comprimidos. La aleta dorsal cubre toda la parte superior del pez hasta la aleta caudal. La aleta caudal tiene forma de pala, y la utiliza para impulsarse junto con las aletas pectorales. Aunque por lo general es un pez de movimientos lentos, puede nadar de forma rápida durante recorridos largos. La aleta anal, como la dorsal, se extiende por la parte inferior desde la aleta caudal hasta las aletas ventrales, muy alargadas y de forma triangular.
Destaca en los discos el color rojo intenso de los ojos, y las 9 rayas verticales oscuras que presentan en función de su estado anímico. Estas rayas no son siempre visibles y recorren todo el cuerpo. La primera cruza verticalmente el ojo y la última está en el nacimiento de la aleta caudal.
Las diferencias sexuales son escasas. Se aprecian solo cuando son adultos. Los machos suelen ser más grandes y tienen la zona de la cabeza más abultada. Poseen una elongación al final de la aleta dorsal. Durante la cría es posible observar las diferencias en los órganos sexuales, mientras las hembras presentan un tubo ovopositor redondeado entre las aletas ventrales y la anal, los machos poseen un espermaducto acabado en punta.

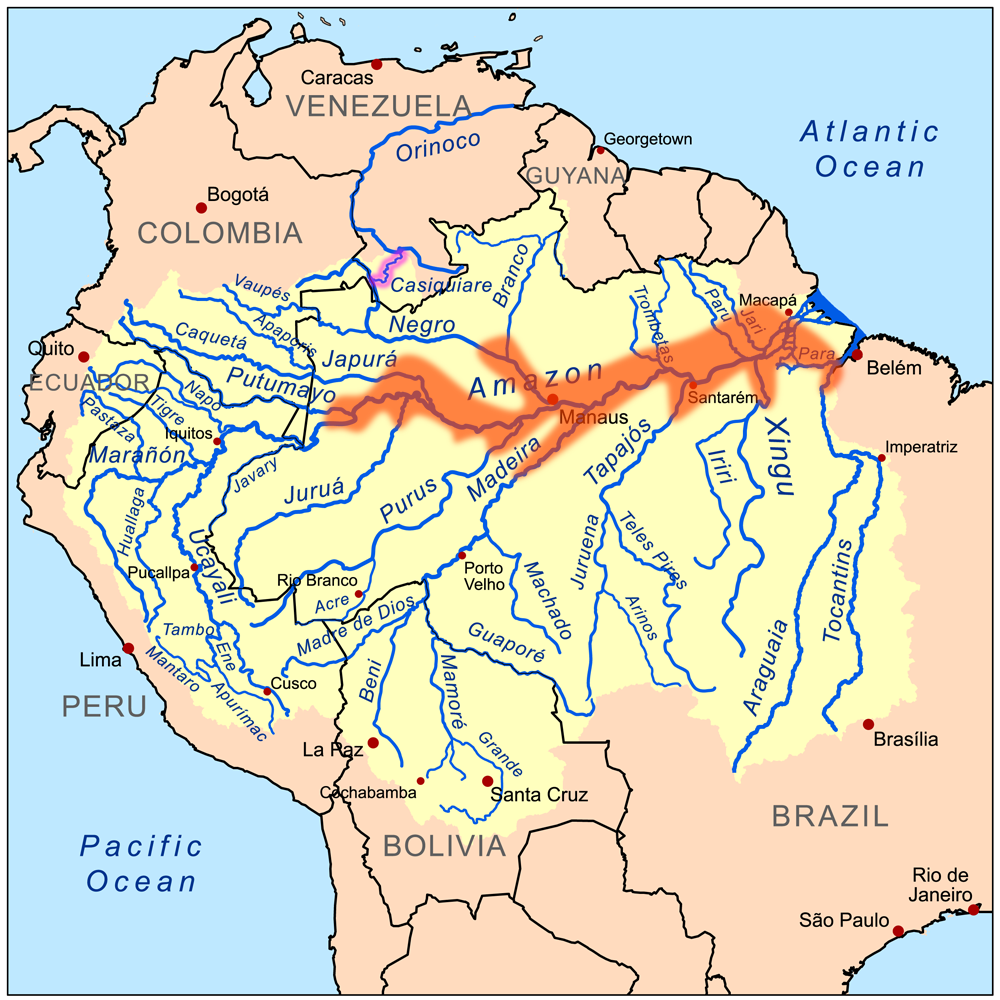
Distribución geográfica

## Mantenimiento en acuario
Es uno de los taxones más apreciados en la acuariofilia. Su mantenimiento en acuarios ha estado reservado para expertos durante mucho tiempo. Son peces de altos requerimientos en cuanto a calidad de agua y alimentación. Deberá conocer a fondo estos requerimientos, tener años de experiencia en acuarofilia para en principio, poder mantener alguno de estos ejemplares. 
De las tres especies citadas derivan las múltiples variedades que actualmente se producen en cautividad.
Las diferentes variedades de disco se pueden clasificar por:

### Forma del cuerpo
- Grande
- High body
- High fin
- Penacho (machos)

### Por superficie
- Liso
- Olas
- Manchas
- Bandas verticales
- Cuerpo liso y aletas con olas.
- Cuerpo y aletas de distinto color.

### Color
- Originales:
  - Verde
  - Marrón
  - Azul
  - Heckel
- Rojos
- Verdes
- Azules
- Amarillos
- Blancos
- Variedades híbridas

### Comportamiento
Los discos son peces gregarios que se mueven en grupo. Mantienen una jerarquía dentro del grupo donde siempre hay un individuo dominante, generalmente un macho o incluso una pareja. El dominante marca su territorio y aleja a los demás individuos para alimentarse en primer lugar. Es recomendable mantener un mínimo de cuatro ejemplares para que la presión del dominante sobre los demás se reparta, y no se centre en uno solo, que podría incluso llegar a morir.
Como en la mayoría de conflictos entre los Cíclidos el territorio es uno de los motivos de agresividad entre los Discos. En acuarios sin decoración con un grupo numeroso no habrá problemas de agresividad porque no hay referencias para crear los territorios. Un comportamiento de defensa del territorio es señal por lo general de buena salud del ejemplar.
Durante estos conflictos los peces Disco adoptan diversos comportamientos y variaciones en la intensidad de su coloración. Un síntoma claro de pérdida en la pugna por la jerarquía es el oscurecimiento del animal.
Los cambios de coloración corporal pueden darse de forma inmediata en función de la fase del conflicto. Durante éste los peces emplean las franjas verticales como herramienta de comunicación. Esta regla no es aplicable a todas las variaciones porque hay variedades híbridas que no presentan estas franjas.

### Especies y subespecies
- Symphysodon aequifasciatus
  - Symphysodon aequifasciatus axelrodi
  - Symphysodon aequifasciatus aequifasciatus
  - Symphysodon aequifasciatus haraldi
- Symphysodon discus
  - Symphysodon discus discus
- Symphysodon tarzoo
- Symphysodon haraldi
- symphysodon heckel